# Ehrendorferia ochroleuca
Ehrendorferia ochroleuca är en vallmoväxtart som först beskrevs av Georg George Engelmann, och fick sitt nu gällande namn av T. Fukuhara. Ehrendorferia ochroleuca ingår i släktet Ehrendorferia och familjen vallmoväxter. Inga underarter finns listade i Catalogue of Life.